# Karl Dörich
Karl Dörich (* 10. August 1900 in Karlsruhe; † 20. Februar 1989 in Solingen) war ein deutscher Architekt, Städteplaner und Stadtdirektor.

## Leben und Wirken
Nach dem Abitur studierte Karl Dörich in seiner Heimatstadt Architektur mit Abschluss als Diplomingenieur 1924 an der TH Karlsruhe. Es folgten beruflichen Stationen in Leipzig, Köln, Lehrte und Heidenheim. 1939 erhielt er die Stelle des Leiters der Stadtplanung in Solingen. Dort begann er schon kurz nach Beginn des Krieges weitsichtig mit der Anlage von Luftschutzbunkern, die teilweise noch heute im Stadtbild präsent sind. Demzufolge wird ihm die indirekte Rettung vieler Menschenleben zugesprochen und gedankt.
Seit 1945 gelang Dörich die schnelle Neuplanung mit baulicher Umsetzung der Konzepte in ausgewogenem Verhältnis zwischen alten Straßen-Strukturen und großzügigen autogerechten Verkehrswegen. Beim Wiederaufbau legte er auch Wert auf sichtbare Kunst im öffentlichen Raum in allen Stadtteilen, beispielsweise durch Brunnen. Diese Tradition wurde fortgeführt mit Werken von Max Kratz, Gerda Kratz, Lies Ketterer, Kurt Schwippert, Gertrud Kortenbach, Ulrich Rückriem und anderen.
1957 wurde er zum Stadtbaudirektor ernannt, später zum Beigeordneten und 1964 schließlich Stadtdirektor.  1980 erhielt Karl Dörich den Kulturpreis der Bürgerstiftung Solingen 600 für seinen vorausschauend geplanten und modernen Wiederaufbau der völlig kriegszerstörten Innenstadt verliehen.